# Xyroscelis
Xyroscelis (лат.) — род жуков-златок из подсемейства Polycestinae. Известно 2 вида.

## Распространение
Австралия.

## Описание
Имаго обоих видов Xyroscelis имеют длину <10 мм, причем самки X. crocata несколько крупнее самцов, и в состоянии покоя на листьях хозяина могут быть приняты за птичий помет. Взрослые особи Xyroscelis имеют ряд структурных модификаций, свидетельствующих об инквилиновых привычках или о защите жуков от фуражирующих муравьев, которые совместно обитают на листьях хозяина. Они обладают щёчными и гипомеральными бороздками, которые принимают антенны в состоянии покоя, а также вентральными и метакоксальными модификациями для приема ног. Голени также модифицированы для приема лапок, а ротовые аппараты защищены краем простернума, когда голова втянута. Известный для этих жуков хозяин растение рода Макрозамия является эндемичным родом, и хотя большинство видов обитает на востоке материка, несколько видов встречаются на юго-западе, а один вид — в хребтах Макдоннелл на Северной территории. Учитывая широкое распространение Macrozamia в Австралии и присутствие других цикадовых (например, Саговник, Бовения, Лепидозамия) на севере и востоке Австралии, распространение Xyroscelis по всему континенту позволяет предположить, что он может быть более разнообразным, чем показывают существующие находки. Данные о Xyroscelis bumanna из Кунабарабрана и X. crocata из Саузерн-Кросс (Западная Австралия) во внутреннем Новом Южном Уэльсе подтверждают это предположение.
Xyroscelis встречается в открытых лесах и лесных массивах, где растут подходящие Саговниковидные хозяева. Имаго Xyroscelis crocata обычно встречаются с ноября по январь и в феврале. Взрослых Xyroscelis bumanna собирали с ноября по март, но в окрестностях Сиднея они наиболее многочисленны в декабре. Виды ограничены Саговниковидными, и их можно встретить в солнечные дни, греющимися на верхней поверхности листвы; однако взрослые особи охотно падают с ветвей, если их потревожить. Xyroscelis bumanna был выращен на листьях Macrozamia communis (семейство Замиевые), а взрослые X. crocata питаются соком M. riedlii, что является уникальным поведением среди всех златок.

## Систематика
Известно 2 вида. Род входит в состав монотипической австралийской эндемичной трибы Xyroscelini Cobos, 1955 из подсемейства Polycestinae. Беллами (1997) считает Xyroscelis ранним дивергентным родом внутри Buprestidae, взрослые особи которого внешне похожи на южноафриканский род Nothomorpha (Polycestinae-Acmaeoderini); однако, помимо некоторых морфологических различий, взрослые Nothomorpha являются посетителями цветов.
- Xyroscelis bumana Williams & Watkins 1986
- Xyroscelis crocata (Gory & Laporte, 1839)
  - Amorphosoma crocatum Gory & Laporte, 1839
  - Acmaeodera melanosticta Hope, 1846
  - Acmaeodera nodosa Hope, 1846